# Peter Sutermeister
Peter Sutermeister (Feuerthalen, 28 de mayo de 1916 - Altavilla, 3 de enero de 2003) fue un abogado, escritor y libretista suizo, considerado uno de los mayores biógrafos de compositores del país.

## Biografía
Sutermeister estudió historia del arte, teología y derecho en la Universidad de Berna, donde obtuvo su doctorado con una tesis sobre La posición jurídica de los empresarios del cine en términos de protección de derechos autorales de escritores de cine (publicada en 1955). Luego empezó a actuar en el ámbito de la literatura y la ópera; su mayor éxito como libretista fue con la ópera Raskolnikov, compositada por su hermano Heinrich Sutermeister; la ópera estrenó en 1948 en la Ópera Real de Estocolmo De 1953 la 1966, Sutermeister fue secretario-general de la Fondo Nacional Suizo de la Investigación Científica. Él también fue alcalde de su municipio Altavilla FR, donde murió en 2003. En sus escritos Sutermeister tematiza las biografías de Felix Mendelssohn Bartholdy y de Robert Schumann, y escribe sobre el barroco, el Lago de Constanza y sobre cuestiones teológicas.

## Literatura
- Kürschners Deutscher Literaturkalender. Necrólogo 1901–1935 y 1936–1970. Años 29–52. De Gruyter, Berlín 1907–1952.
- Herrmann A. L. Degener (fundador); Walter Habel (editor): Wer ist Wer?: das Deutsche Who’s who. 12a edición de Wer ist’s? de Degener, Arani, Berlín 1955.
- Kürschners Deutscher Literaturkalender 1988. Año 60. De Gruyter, Berlín 1988.
- Peter Sutermeister en el “Theaterlexikon”